# Гиоргадзе, Мирьян
Мирьян Гиоргадзе (груз. მირიან გიორგაძე, род.15 марта 1976) — грузинский борец греко-римского стиля, призёр чемпионатов Европы.

## Биография
Родился в 1976 году в Тержоле. В 1992 году стал чемпионом мира среди кадетов. В 1993 году стал бронзовым призёром первенства Европы среди юниоров. В 1995 году завоевал серебряную медаль первенства мира среди юниоров.
В 1998 году стал бронзовым призёром чемпионата мира среди студентов. В 2000 году принял участие в Олимпийских играх в Сиднее, но стал там лишь 20-м.  В 2004 году принял участие в Олимпийских играх в Афинах, но стал там лишь 15-м. В 2005 году завоевал бронзовую медаль чемпионата Европы.